# Milorad Mitković
Milorad Mitković (7. lipnja 1950.) je ortopedski kirurg i profesor kirurgije na Medicinskom fakultetu Sveučilišta u Nišu, direktor Ortopedsko-traumatološke klinike Kliničkog centra Niš, član Srpske akademije znanosti i umjetnosti, predsjednik Srpske traumatološke asocijacije, gostujući profesor u Švicarskoj.

## Životopis
Milorad Mitković rođen je 7. lipnja 1950. u Lebanu, gdje je završio osnovno školovanje. Još kao učenik, Mitković je pokazivao interes za znanstvena istraživanja u području kemije, mehanike i biologije, i u laboratoriju koju je sam osmislio, sa svojim vršnjacima izvodio je prve eksperimente na žabama i psima. Kao srednjoškolac (od 1965. do 1969.) Mitković se bavio izradom maketa zrakoplova i raketa (kao modelar zrakoplova), sportom (kao član atletskog kluba) i glazbom (kao član više orkestara).
Studij medicine pohađao je na Medicinskom fakultetu Sveučilišta u Beogradu (od 1969. do 1974.). Usporedno s medicinom, Mitković je studirao i tehniku na Mašinskom fakultetu, ali studij na ovom fakultetu nije okončao.
Specijalizaciju iz ortopedije pohađao je na Sveučilišnom kliničkom centru u Nišu (od 1978. do 1982.).
Poslijediplomski studij obavio je u Beogradu, Zagrebu, Londonu, Oxfordu, Cambridgeu, Ulmu, Hannoveru, Bruxellesu, Moskvi, Rigi, Tubingenu, Davosu. Doktorat iz područja ortopedije obavio je u razdoblju od 1984. – 1987.
.
Oženjen je suprugom Gordanom također liječnikom, s kojom ima kćer Mariju i sina Milana, koji su pošli očevim stopama i trenutačno se kao liječnici nalaze se na specijalizaciji i doktorskim studijama.

## Djela
Istraživanjima u području ortopedske kirurgije Mitković je dao značajan doprinos medicinskim istraživanjima u Srbiji u oblasti liječenja prijeloma kostiju. Do sada je realizirao 12 naučnih projekata (od toga dva u Švicarskoj), nakon kojih je patentirao 44 izuma pod svojim imenom (u zemlji i inozemstvu). Objavio je preko 400 znanstvenih radova i 6 knjiga
.
Konstruktor je sustava za vanjsku fiksaciju kostiju koji nosi njegovo ime ("Fiksator po Mitkoviću") koji je nakon ispitivanja u Jugoslaviji, Srbiji, Njemačkoj i Švicarskoj, primijenjen na preko 25.000 pacijenata u Srbiji i inozemstvu, uključujući i zbrinjavanje ranjenika u tijeku sukoba na prostoru bivše Jugoslavije.
Izum Milorad Mitković "Vanjski skeletni fiksator" za liječenje otvorenih prijeloma kostiju nominiran je za najbolji europski patent 2012. u kategoriji zemalja koje nisu članice Europske unije. Zahvaljujući ovoj i drugim inovacijama u ortopedskoj kirurgiji Mitković je pridonio velikim uštedama zdravstvenog fonda Srbije nabavom domaćih fiksatora umjesto skupih uvoznih, skraćenjem bolničkog liječenja, i ukupnog trajanja liječenja, ranijim vraćanjem radno sposobnih bolesnika na posao, smanjenjem potrebe za skupim antibioticima, na račun minimiziranja opasnosti od osteomijelitisa i drugih infekcija i nastanka invalidnosti itd.
Mitković je osnovao školu vanjske i unutarnje fiksacije kostiju u Nišu u kojoj se danas obrazuju brojni ortopedski kirurzi iz zemlje i inozemstva. On je osnivač i šef jedne ortopedske klinike u Kuvajtu.

## Priznanja
Najveći uspjeh svog kirurškog rada (za koji je dobio priznanja) Mitković je dostigao u sljedećim područjima:
- Korekcija različitih vrsta deformiteta uključujući kongenitalne deformacije, deformacije poslije prijeloma, reumatoidnog artrita, osteoartroza itd.
- Produljenje ekstremiteta, uključujući i ona u cilju povećanja rasta niskih osoba kako primjenom

vlastitih inovacija s motoriziranim unutrašnjim fiksatorom ("Mitkovićevim vanjskim fiksatorom" tako i primjenom kombinacije vanjske i unutarnje fiksacije.
- Ugradnja umjetnih kukova (cementnih, hibridnih, bescementnih, kod urođenih iščašenja itd.)

Mitković je dobitnik brojnih međunarodnih i srpskih nagrada i priznanja od kojih su najznačajnija:
- Zlatne medalje i plakete: Eureka-Bruxelles, Tesla, Pupin, Instituta za traumatologiju iz Rige, KC Niš
- 11. januarske nagrade grada Niša za 2012.[3]
- Članak svjetskog udruženja ortopeda i traumatologa (SICOT),
- Predsjednik sekcije ortopeda Srbije (1999-2001),
- Predsjednik i osnivač Srpska traumatološke asocijacije,
- Predsjednik i osnivač udruženja za proučavanje vanjske i unutrašnje fiksacije kostiju poznatog kao "Škola Mitković".[7]
- Članak Američke ortopedske akademije (AOAS).
- Pronalasci Mitković se u rutinskoj praksi primjenjuju u 60 klinika u zemlji i svijetu, što je također izuzetno priznanje.